# Локални избори у Црној Гори 2018.
Локални избори у Црној Гори 2018. одржани су од 4. фебруара до 27. маја 2018. године, у 13 општина у Црној Гори и градској општини Голубовци, у оквиру главног града Подгорице. Почели су 4. фебруара изборима у Беранама и Улцињу, након чега су избори у Плужинама одржани 20. маја, а избори у 11 општина, укључујући и главни град, одржани су 27. маја. У Беранама, ДПС је освојио највише мандата, али коалиција Здраво Беране (СНП-ДФ) и Демократе формирали су власт. У Улцињу су ДПС и ФОРЦА формирали власт, док је у Плужинама СНП освојио највише мандата и наставили су самостално да врше власт.
На изборима одржаним 27. маја, право гласа имало је 306.702 грађана. ДПС је освојио већину у Подгорици, Даниловграду, Бијелом Пољу, Пљевљима, Шавнику и Жабљаку, гдје су могли самостално да формирају власт. Највећи број мандата, ДПС је освојио и у Бару, Колашину и Голубовцима, али за вршење власти било им је потребно да уђу у коалицију са другим странкама. У Рожајама, Бошњачка странка је освојила највише мандата и могли су самостално да формирају власт, док су највећи број мандата у Плаву освојиле Социјалдемократе, али су морали да уђу у коалицију са другим странкама да би формирали власт.

## Беране
Избори у Беранама одржани су 4. фебруара, право гласа имало је 23.681 грађана. Коалиција „Здраво Беране“, коју су чинили СНП, ДФ, Уједињена Црна Гора и Српска странка, освојила је 14 мандата, Демократе четири, док је коалиција ДПС-БС-СД освојила 17 мандата. Због разних нерегуларности, Државна изборна комисија одлучила је да се понови гласање на пет бирачких мјеста, а на поновљеном гласању 6. марта 2018, остварени су исти резултати. Мјесец дана касније, „Здраво Беране“ и Демократе постигли су договор о формирању власти, док је за градоначелника предложен Драгослав Шћекић из СНП-а, носилац листе „Здраво Беране“ на изборима.

### Листе и носиоци
СНП, ДФ, Уједињена Црна Гора и Српска странка оформили су коалицију „Здраво Беране“, чији је носилац био Драгослав Шћекић из СНП-а. ДПС је наступио у коалицији са Социјалдемократама и Бошњачком странком, носилац листе био је Богдан Фатић.
Општинска изборна комисија је првобитно одбила да потврди изборну листу странке Правде и Помирења, чији је носилац био Нусрет Аговић, али је након жалбе потврдила кандидатуру те партије. Носилац листе Демократа на њиховом првом наступу на локалним изборима у Беранама био је професор Горан Фолић. Заједно у коалицији наступили су и СДП и ДЕМОС, носилац листе био је Мирко Павићевић.
Жријебање за редне бројеве под којим ће се листе наћи на изборима, обављено је 17. јануара 2018. године, у спомен кући војводе Гавра Вуковића, која је и сједиште општинске изборне комисије. Број један била је странка Правде и Помирења, број 2 коалиција ДПС-СД-БС, док је коалиција Здраво Беране била на броју девет.
Списак листи са носиоцима на локалним изборима у Беранама:
| Редни број | Листа                                                  | Носилац листе        |
| ---------- | ------------------------------------------------------ | -------------------- |
| 1.         | „Странка правде и помирења – Беране за правду“         | Нусрет Аговић        |
| 2.         | „Беране побјеђује - Мило Ђукановић - ДПС, СД, БС“      | Богдан Фатић         |
| 3.         | „Алекса Бечић - Демократе - Побједе а не подјеле“      | Горан Фолић          |
| 4.         | „Независна листа Ријеч“                                | Велимир Бато Ђуришић |
| 5.         | „Зорка Бракочевић – Напредно Беране“                   | Зорка Бракочевић     |
| 6.         | „Глас народа за Беране“                                | Вукосав Јоксимовић   |
| 7.         | „Коалиција СДП - ДЕМОС - др. Радован Асановић“         | Мирко Павићевић      |
| 8.         | „Права је УРА - др. Драган Лабудовић - Беране за све!“ | Драган Лабудовић     |
| 9.         | „Здраво Беране”                                        | Драгослав Шћекић     |

### Резултати
|                                         |         |         |         |         |         |
| Партије и коалиције                     | Гласање | Гласање | Гласање | Мандати | Мандати |
| Партије и коалиције                     | Гласови | %       | ±пп     | Укупно  | +/−     |
| Беране побјеђује (ДПС-СД-БС)            | 7871    | 45,7    | +0,2    | 17      | ±0      |
| Здраво Беране (ДФ-СНП-СС-УЦГ)           | 6473    | 37,6    | -8,8    | 14      | -4      |
| Демократска Црна Гора (ДЦГ)             | 1822    | 10,6    | нова    | 4       | +4      |
| СДП-ДЕМОС                               | 291     | 1,7     | -1,2    | -       | ±0      |
| Грађанска листа „Ријеч“                 | 270     | 1,6     | нова    | -       | ±0      |
| УРА                                     | 251     | 1,5     | нова    | -       | ±0      |
| Грађанска листа „Глас народа за Беране“ | 153     | 0,9     | нова    | -       | ±0      |
| Странка правде и помирења (СПП)         | 55      | 0,3     | нова    | -       | ±0      |
| Грађанска листа „Напредно Беране“       | 25      | 0,1     | нова    | -       | ±0      |
| Друге странке (2014)                    |         |         | -5,2    | -       | ±0      |
|                                         |         |         |         |         |         |
| Укупно                                  | 17211   |         |         | 35      | ±0      |
|                                         |         |         |         |         |         |
| Валидни гласови                         | 17211   | 98,6    |         |         |         |
| Неважећи гласови                        | 244     | 1,4     |         |         |         |
| Укупан брј гласова                      | 17455   | 73,7    |         |         |         |
| Уздржани                                | 6226    | 26,3    |         |         |         |
| Регистрованих гласача                   | 23681   |         |         |         |         |

## Улцињ
Избори у Улцињу одржани су истог дана као и у Беранама, 4. фебруара, право гласа имало је 19.918 грађана. ДПС и ФОРЦА су првобитно освојили по 9 мандата, а ДПС је имао 59 гласова више. Коалиција „Пробуди се Улцињу“ освојила је седам мандата, Демократска унија Албанаца и СД освојили су по три мандата, док је УРА освојила два. Због нерегуларности, поновљено је гласање на два гласачка мјеста, захваљујући којем су СДП и Бошњачка странка узели по један мандат, док су ДПС и ФОРЦА изгубиле по мандат и на крају су на освојили по осам мандата.
Крајем априла 2018. године, ДПС и ФОРЦА су потписале споразум о формирању власти, којим је предвиђено да мјесто градоначелника припадне ДПС-у, а мјесто предсједника локалног парламента ФОРЦИ.

### Листе и носиоци
Због добрих резултата на локалним изборима у другим општинама, Социјалдемократе су одлучиле да самостално наступе у Улцињу, носилац листе био је Ћазим Хоџић. Као и у Беранама, и у Улцињу су у коалицији наступили СНП и Демократски Фронт, носилац листе била је Маша Радуловић. У коалицији су још наступили Демократска Партија, Демократски Савез и Перспектива. Демократе су наступиле самостално, носилац листе био је Милош Копитовић. Демократска унија Албанаца и ФОРЦА, који су наступали заједно на Парламентарним изборима 2016. године, нису постигли договор о коалицији и наступали су одвојено.
Жријебање за редне бројеве под којим ће се листе наћи на изборима, обављено је 15. јануара 2018. године. Број један биле су Социјалдемократе, број 2 Демократска унија Албанаца, док је Демократска партија социјалиста заузимала број десет.
Списак листи са носиоцима на локалним изборима у Улцињу:
| Редни број | Листа | Носилац листе      |
| ---------- | --- | ------------------ |
| 1.         | „Социјалдемократе Црне Горе - Иван Брајовић - Досљедно за Улцињ“                                                                                                   | Ћазим Хоџић        |
| 2.         | „Me zemër përpara - UDSH (Срцем напријед - Демократска унија Албанаца)“                                                                                            | Мехмет Зенка       |
| 3.         | Бошњачка Странка | Муамер Рашчић      |
| 4.         | „Алекса Бечић - Демократе - Побједе а не подјеле“ | Милош Копитовић    |
| 5.         | FORCA - „Ta mbrojmë të ardhmen“ Форца - „Одбранимо Будућност“ | Назиф Цунгу        |
| 6.         | Коалиција СНП - ДФ „За здрави Улцињ - Грађански храбро“ | Маша Радуловић     |
| 7.         | „СДП - Ранко Кривокапић - Да оживи Улцињ“ | Насер Ресулбеговић |
| 8.         | „Пробуди се Улцињу! - ZGJOHU ULQIN! - Демократска Партија - П - Partia Demokratike, Перспектива, Демократски савез у Црној Гори - Lidhja Demokratike në Mal të Zi“ | Фатмир Ђека        |
| 9.         | „URA - ULQINI GJENERATAVE TË REJA - Улцињ новим генерацијама - мр. Дритан Абазавоћ“                                                                                | Омер Бајрактари    |
| 10.        | „Улцињ побјеђује - ДПС Мило Ђукановић” | Љоро Нрекић        |

### Резултати
|                                                   |         |         |         |         |         |
| Партије и коалиције                               | Гласање | Гласање | Гласање | Мандати | Мандати |
| Партије и коалиције                               | Гласови | %       | ±пп     | Укупно  | +/−     |
| Демократска партија социјалиста (ДПС)             | 2918    | 23,7    | -2,5    | 8       | -1      |
| Нова демократска снага – ФОРЦА                    | 2859    | 23,2    | -0,9    | 8       | +0      |
| Пробуди се, Улцињу! (ДП/ПД, Перспектива, ДС/ЛДМЗ) | 2383    | 19,3    | +0,0    | 7       | ±0      |
| Демократска унија Албанаца (ДУА/УДСХ)             | 1159    | 9,4     | +0,6    | 3       | ±0      |
| Социјалдемократе (СД)                             | 1001    | 8,1     | Нова    | 3       | +3      |
| Уједињена реформска акција (УРА)                  | 686     | 5,6     | Нова    | 2       | +2      |
| Социјалдемократска партија (СДП)                  | 363     | 2,9     | –3,8    | 1       | –1      |
| Демократска Црна Гора (ДЦГ)                       | 346     | 2,8     | Нова    | -       | ±0      |
| Бошњачка странка (БС)                             | 339     | 2,8     | +0,6    | 1       | ±1      |
| СНП-ДФ - За здрави Улцињ                          | 269     | 2,2     | –5,0    | -       | –2      |
| Друге партије (2014)                              |         |         | –5,6    | -       | –2      |
|                                                   |         |         |         |         |         |
| Укупно                                            | 12323   |         |         | 33      | ±0      |
|                                                   |         |         |         |         |         |
| Важећи гласови                                    | 12323   | 98,8    |         |         |         |
| Неважећи гласови                                  | 147     | 1,2     |         |         |         |
| Укупан брј гласова                                | 12470   | 62,8    |         |         |         |
| Уздржани                                          | 7399    | 37,2    |         |         |         |
| Регистрованих гласача                             | 19869   |         |         |         |         |
|                                                   |         |         |         |         |         |

## Плужине
Избори у Плужинама одржани су 20. маја, због законодавне одлуке да се морају одржати недељу дана прије избора у другим општинама. Право гласа имало је 2.554 становника. Побиједила је Социјалистичка народна партија са 1.143 гласа, односно 16 мандата и тако је наставила да врши власт у Плужинама без прекида од 1998. године, а пети пут заредом власт може да врши самостално. Демократска партија социјалиста добила је 337 гласова, што је било довољно за пет мандата; Демократски фронт са 293 и Демократска Црна Гора са 270 гласова добили су по четири мандата, док су Социјалдемократе са 98 гласова добили један мандат.

### Листе и носиоци
На изборима је учествовало пет политичких партија, носилац листе СНП-а био је Мијушко Бајагић, који је градоначелник од 1998. године. Остале партије су наступиле самостално, осим Демократског Фронта, који чине Нова српска демократија, Југословенска комунистичка партија и Демократска народна партија.
Списак листи са носиоцима на локалним изборима у Плужинама:
| Редни број | Листа                                                                      | Носилац листе     |
| ---------- | -------------------------------------------------------------------------- | ----------------- |
| 1.         | „СД – Иван Брајовић - Досљедно за Плужине“                                 | Миодраг Бакрач    |
| 2.         | „Демократски Фронт (Нова, ЈКПЦГ, ДНП) – Зоран Благојевић“                  | Зоран Благојевић  |
| 3.         | „СНП - Мијушко Бајагић“                                                    | Мијушко Бајагић   |
| 4.         | „Алекса Бечић - Демократе - Побједе, а не подјеле – Дођи кући, имамо план“ | Новица Гогић      |
| 5.         | „За добро грађана Плужина! Побједнички! ДПС“                               | Љиљана Благојевић |

### Резултати
|                                       |         |         |         |         |         |
| Партије и коалиције                   | Гласање | Гласање | Гласање | Мандати | Мандати |
| Партије и коалиције                   | Гласови | %       | ±пп     | Укупно  | +/−     |
| Социјалистичка народна партија (СНП)  | 1143    | 53,4    | +0,6    | 16      | -1      |
| Демократска партија социјалиста (ДПС) | 337     | 15,7    | -3,4    | 5       | -1      |
| Демократски фронт (ДФ)                | 293     | 13,7    | -4,2    | 4       | -1      |
| Демократска Црна Гора (ДЦГ)           | 270     | 12,6    | Нова    | 4       | +4      |
| Социјалдемократе (СД)                 | 98      | 4,6     | Нова    | 1       | +1      |
| друге странке (2014)                  |         |         | –10,2   | -       | –2      |
|                                       |         |         |         |         |         |
| Укупно                                | 2141    |         |         | 30      | ±0      |
|                                       |         |         |         |         |         |
| Валидни гласови                       | 2141    | 98,7    |         |         |         |
| Неважећи гласови                      | 29      | 1,3     |         |         |         |
| Укупан брј гласова                    | 2170    | 85,3    |         |         |         |
| Уздржани                              | 374     | 14,7    |         |         |         |
| Регистрованих гласача                 | 2544    |         |         |         |         |

## Подгорица
Избори у Подгорици одржани су 27. маја, право гласа имало је 159.105 становника. Демократска партија социјалиста је освојила апсолутну већину, 32 мандата; Демократска Црна Гора и УРА у коалицији освојили су 17 мандата. СНП и Демократски Фронт су у коалицији освојили осам мандата, док је на изборима 2014. СНП самостално освојио осам мандата, а Демократски Фронт 17.

### Листе и носиоци
Демократска Црна Гора и УРА, наступили су у коалицији под називом „Подгорица за 21. вијек“. Носилац листе био је предсједник подгоричког одбора Демократа Владимир Чађеновић.
СДП и ДЕМОС су наступили у коалицији под називом „Грађански савез за промјене“, а листу је предводио Иван Вујовић.
СНП и Демократски Фронт наступили су у коалицији под називом „Све за мој град“. Носилац листе је био члан Демократског Фронта Славен Радуновић.
ДПС је наступио у коалицију са Бошњачком странком, Либералном партијом, Црногорском, Позитивном Црном Гором и Демократском унијом Албанаца. На одборничкој листи налазило се 55 кандидата из ДПС-а, два из Бошњачке странке и по један из Позитивне, ДУЕ, Либералне партије и Црногорске. Носилац листе био је Иван Вуковић.
Социјалдемократе су наступиле самостално, под слоганом „Досљедно за Подгорицу“, а носилац листе је био Ђорђе Сухих. На изборима у Подгорици по први пут је наступила Права Црна Гора, чији је лидер Марко Милачић, а носилац листе је био Владислав Дајковић. По први пут је наступила и Уједињена Црна Гора, чији је носилац био Данило Јокић.
Албанска алтернатива је била једина албанска странка која је предала листу за изборе у Подгорици, носилац листе је био Ник Ђељошај. Албанска алтернатива је тако покушала да буде прва албанска партија у Скупштини Подгорице након 20 година; и освојила је један мандат. Осим политичких странака, на изборима је учествовала и листа „Група грађана Саша Мијовић“.
| Редни број | Листа                                                                            | Носилац листе      |
| ---------- | -------------------------------------------------------------------------------- | ------------------ |
| 1.         | „За добро грађана Подгорице - Побједничка коалиција Мило Ђукановић”              | Иван Вуковић       |
| 2.         | Група грађана Саша Мијовић – „Побједник од ријечи“                               | Саша Мијовић       |
| 3.         | Грађански савез за промјене (СДП - ДЕМОС – Слободни грађани)                     | Иван Вујовић       |
| 4.         | Уједињена Црна Гора - Горан Даниловић „Озбиљни људи за озбиљан град“             | Данило Јокић       |
| 5.         | Коалиција Демократског Фронта и Социјалистичке народне партије „Све за мој град” | Славен Радуновић   |
| 6.         | Албанска Алтернатива - Ник Ђељошај                                               | Ник Ђељошај        |
| 7.         | „Социјалдемократе - Иван Брајовић - Досљедно за Подгорицу“                       | Ђорђе Сухих        |
| 8.         | „Марко Милачић - да Подгорица буде породица - Права Црна Гора“                   | Владислав Дајковић |
| 9.         | „Алекса Бечић - Дритан Абазовић - Подгорица за 21. вијек - Демократе - УРА“      | Владимир Чађеновић |
| 10.        | Српска коалиција - Добрило Дедеић                                                | Добрило Дедеић     |

### Резултати
|                                       |         |         |         |         |         |
| Партије и коалиције                   | Гласање | Гласање | Гласање | Мандати | Мандати |
| Партије и коалиције                   | Гласови | %       | ±пп     | Укупно  | +/−     |
| Демократска партија социјалиста (ДПС) | 48043   | 47,6    | +0,6    | 32      | +3      |
| ДЦГ-УРА                               | 26032   | 25,7    | Нова    | 17      | +17     |
| ДФ-СНП                                | 12291   | 12,3    | -30,2   | 8       | -17     |
| Социјалдемократе (СД)                 | 5122    | 5,1     | Нова    | 3       | +3      |
| Албанска алтернатива (АА)             | 1478    | 1,6     | Нова    | 1       | +1      |
| СДП-ДЕМОС                             | 2985    | 2,9     | -5,9    | -       | -8      |
| Права Црна Гора (ПЦГ)                 | 2399    | 2,3     | Нова    | -       | ±0      |
| Уједињена Црна Гора (УЦГ)             | 1409    | 1,4     | Нова    | -       | ±0      |
| Група грађана Саша Мијовић            | 746     | 0,7     | Нова    | -       | ±0      |
| Српска коалиција                      | 199     | 0,3     | Нова    | -       | ±0      |
| друге странке (2014)                  |         |         | ±0      | -       | ±0      |
|                                       |         |         |         |         |         |
| Укупно                                | 100.704 |         |         | 61      | ±0      |
|                                       |         |         |         |         |         |
| Валидни гласови                       |         |         |         |         |         |
| Неважећи гласови                      |         |         |         |         |         |
| Укупан брј гласова                    | 100.704 | 64.2    |         |         |         |
| Уздржани                              |         |         |         |         |         |
| Регистрованих гласача                 | 159.105 |         |         |         |         |

## Пљевља
Избори у Пљевљима одржани су 27. маја 2018. године, право гласа имало је 26.037 грађана. Демократска партија социјалиста, у коалицији са Социјалдемократама и Бошњачком странком освојила је 20 мандата, док је Демократска Црна Гора освојила седам мандата. По четири мандата освојиле су коалиције Демократска народна партија, Права Црна Гора и Покрет за Пљевља, као и коалиција у којој су били Покрет за промјене, Нова и СНП.

### Листе и носиоци
На изборима у Пљевљима учествовале су три коалиције и двије самосталне партије. ДПС је наступио у коалицији са Социјалдемократама и Бошњачком странком, а носилац листе био је градоначелник Пљеваља у том тренутку — Мирко Ђачић. У Демократском фронту дошло је до раскола на изборима, због неслагања око носиоца листе; Демократска народна партија је ушла у коалицију са Правом Црном Гором и Покретом за Пљевља, а носилац листе био је Владислав Бојовић. Покрет за промјене и Нова српска демократија ушли су у коалицију са Социјалистичком народном партијом, а носилац коалиције био је Милан Лекић. Самостално је наступила Демократска Црна Гора, чији је носилац био Милојица Тешовић, као и Социјалдемократска партија, чији је носилац био Аднан Хаџиосмановић.
Жријебање за редосљед партија на гласачком листићу одржано је 4. маја.
| Редни број | Листа | Носилац листе       |
| ---------- | --- | ------------------- |
| 1.         | „За спас Пљеваља - Демократска народна партија, Покрет за Пљевља, Права Црна Гора - Владислав Бојовић, др. Новица Станић, Марко Милачић” | Владислав Бојовић   |
| 2.         | „За добро грађана Пљеваља - Побједнички! Коалиција ДПС, СД, БС - Мило Ђукановић”                                                         | Мирко Ђачић         |
| 3.         | „Алекса Бечић - Демократе - Побједе, а не подјеле, дођи кући, јер имамо план”                                                            | Милојица Тешовић    |
| 4.         | „Да Пљевљима сване - сложно и искрено напријед”                                                                                          | Милан Лекић         |
| 5.         | „Пљевља свима - др Аднан Хаџиосмановић”                                                                                                  | Аднан Хаџиосмановић |

### Резултати
|                                  |         |         |         |         |         |
| Партије и коалиције              | Гласање | Гласање | Гласање | Мандати | Мандати |
| Партије и коалиције              | Гласови | %       | ±пп     | Укупно  | +/−     |
| ДПС-СД-БС                        | 10138   | 53,7    | +8,0    | 20      | +3      |
| Демократска Црна Гора (ДЦГ)      | 3743    | 19,8    | Нова    | 7       | +7      |
| Нова—СНП—ПЗП                     | 2467    | 13,1    | -34,7   | 4       | -13     |
| ДНП—Покрет за Пљевља—ПЦГ         | 2207    | 11,7    | Нова    | 4       | +4      |
| Социјалдемократска партија (СДП) | 337     | 1,7     | Нова    | -       | ±0      |
| друге странке (2014)             |         |         | -6,5    | -       | -1      |
|                                  |         |         |         |         |         |
| Укупно                           | 18.892  |         |         | 35      | ±0      |
|                                  |         |         |         |         |         |
| Валидни гласови                  | 18.892  | 98,9    |         |         |         |
| Неважећи гласови                 | 216     | 1,1     |         |         |         |
| Укупан број гласова              | 19.108  | 76,1    |         |         |         |
| Уздржани                         | 6.929   | 23,9    |         |         |         |
| Регистрованих гласача            | 26.037  |         |         |         |         |

## Бијело Поље
Избори у Бијелом Пољу одржани су 27. маја 2018. године, а право гласа имало је 40.235 грађана. ДПС, Социјалдемократе и Бошњачка странка су у коалицији освојили 25 мандата, док су све друге листе заједно освојиле 13 мандата.

### Листе и носиоци
На изборима у Бијелом Пољу наступило је седам странака и двије коалиције. ДПС је наступио у коалицији са Социјалдемократама и Бошњачком странком, а носилац листе био је градоначелник Бијелог Поља у том тренутку — Петар Смоловић. У коалицији су наступиле Демократска Црна Гора и УРА, а носилац листе био је Марко Љујић. Остале листе наступиле су самостално.
Жријебање за за редосљед партија на гласачком листићу одржано је 4. маја.
| Редни број | Листа                                                                                        | Носилац листе      |
| ---------- | -------------------------------------------------------------------------------------------- | ------------------ |
| 1.         | „Српска коалиција - Славко Фуштић”                                                           | Славко Фуштић      |
| 2.         | СДП - „За живот у Бијелом Пољу”                                                              | Аднан Стриковић    |
| 3.         | ДФ „Бирај, одлучи, промијени”                                                                | Раде Ранитовић     |
| 4.         | „Алекса Бечић - Дритан Абазовић. Бијело Поље за 21. вијек - Демократе и УРА”                 | Марко Љујић        |
| 5.         | „Уједињена Црна Гора - Горан Даниловић - Озбиљни људи за озбиљан град”                       | Никола Раосављевић |
| 6.         | „Савез за помирење - Светислав Перишић - Живот не може да чека”                              | Светислав Перишић  |
| 7.         | Коалиција ДПС-БС-СД - „За добро грађана Бијелог Поља - Побједничка коалиција Мило Ђукановић“ | Петар Смоловић     |
| 8.         | Црногорска и Странка правде и помирења „За наш град Бијело Поље”                             | Адмир Цамић        |
| 9.         | „Најбољи избор – СНП Бијело Поље”, др Рашо Нишавић                                           | Рашо Нишавић       |

### Резултати
|                                      |         |         |         |         |         |
| Партије и коалиције                  | Гласање | Гласање | Гласање | Мандати | Мандати |
| Партије и коалиције                  | Гласови | %       | ±пп     | Укупно  | +/−     |
| ДПС—СД—БС                            | 13970   | 58.7    |         | 24      | +5      |
| Демократски фронт                    | 2210    | 9.4     |         | 4       | -1      |
| ДЦГ—УРА                              | 2267    | 8.5     | Нова    | 3       | +3      |
| Социјалистичка народна партија (СНП) | 1558    | 7.7     |         | 3       | -4      |
| Социјалдемократска партија (СДП)     | 1538    | 7.0     |         | 2       | -3      |
| Уједињена Црна Гора (УЦГ)            | 957     | 3.8     | Нова    | 1       | +1      |
| Српска коалиција                     | 528     | 3.1     | Нова    | 1       | +1      |
| Савез за помирење                    | 252     | 1,1     | Нова    | -       | ±0      |
| Црногорска-СПП                       | 209     | 0,7     | Нова    | -       | ±0      |
|                                      |         |         |         |         |         |
| Укупно                               | 23.489  |         |         | 38      | ±0      |
|                                      |         |         |         |         |         |
| Валидни гласови                      |         |         |         |         |         |
| Неважећи гласови                     |         |         |         |         |         |
| Укупан брј гласова                   | 23.489  |         |         |         |         |
| Уздржани                             |         |         |         |         |         |
| Регистрованих гласача                | 40.235  |         |         |         |         |

## Даниловград
Избори у Даниловграду одржани су 27. маја 2018. године, право гласа имало је 12.752 становника. Демократска партија социјалиста у коалицији са Либералном партијом освојила је 19 мандата, Демократска Црна Гора и УРА у коалицији освојиле су шест мандата, а Социјалдемократе три. Коалиције СНП—ДНП—ЈКП и Нова—Покрет за промјене освојиле су по два мандата, а Права Црна Гора један.

### Листе и носиоци
На изборима у Даниловграду учествовале су три партије и четири коалиције. У коалицији су, као и у Подгорици и Бијелом Пољу, наступиле Демократска Црна Гора и УРА, а носилац листе био је Душко Стјеповић. Демократска партија социјалиста наступила је у коалицији са Либералном партијом, а носилац листе била је Зорица Ковачевић. Као и на изборима у Пљевљима, Демократски фронт није наступио уједињен због неслагања око носиоца листе; Демократска народна партија је наступила у коалицији са Социјалистичком народном партијом и Југословенском комунистичком партијом, носилац листе био је Драган Бојовић, док су Покрет за промјене и Нова српска демократија наступили заједно, а носилац листе је био Перо Радоњић. Самостално су наступили Социјалдемократе, Социјалдемократска партија и Права Црна Гора.
Жријебање за за редосљед партија на гласачком листићу одржано је 8. маја.
| Редни број | Листа | Носилац листе     |
| ---------- | --- | ----------------- |
| 1.         | „Алекса Бечић - Дритан Абазовић Даниловград за 21. вијек - Демократе - УРА”                                                                   | Душко Стјеповић   |
| 2.         | „Социјалдемократе - Иван Брајовић - досљедно за Даниловград“                                                                                  | Радован Радуловић |
| 3.         | СДП - “Часно за промјене - Дражен Драгојевић”                                                                                                 | Дражен Драгојевић |
| 4.         | „Нова српска демократија - Покрет за промјене - За српско - црногорски договор. Братски, искрено напријед!”                                   | Перо Радоњић      |
| 5.         | „Народна коалиција - Часно за Даниловград - Демократска народна партија, Социјалистичка народна партија и Југословенска комунистичка партија” | Драган Бојовић    |
| 6.         | „Марко Милачић - За прави Даниловград - Права Црна Гора”                                                                                      | Дарко Драговић    |
| 7.         | „За добро Даниловграда - Побједнички! Коалиција ДПС, ЛП - Мило Ђукановић“                                                                     | Зорица Ковачевић  |

### Резултати
|                                  |         |         |         |         |         |
| Партије и коалиције              | Гласање | Гласање | Гласање | Мандати | Мандати |
| Партије и коалиције              | Гласови | %       | ±пп     | Укупно  | +/−     |
| ДПС—ЛП                           | 4422    | 52,3    | +4,2    | 19      | +2      |
| ДЦГ—УРА                          | 1533    | 18,1    | Нова    | 6       | +6      |
| Социјалдемократе (СД)            | 788     | 9,3     | Нова    | 3       | +3      |
| СНП—ДНП—ЈКП                      | 635     | 7,5     | -6,3    | 2       | -2      |
| Нова                             | 514     | 6,1     | -19,5   | 2       | -7      |
| Права Црна Гора (ПЦГ)            | 319     | 3,8     | Нова    | 1       | +1      |
| Социјалдемократска партија (СДП) | 238     | 2,8     | -11,0   | -       | -3      |
| друге странке (2014)             |         |         | –1,7    | -       | ±0      |
|                                  |         |         |         |         |         |
| Укупно                           | 8449    |         |         | 33      | ±0      |
|                                  |         |         |         |         |         |
| Валидни гласови                  | 8.449   | 98,5    |         |         |         |
| Неважећи гласови                 | 129     | 1,5     |         |         |         |
| Укупан број гласова              | 8.578   | 67,3    |         |         |         |
| Уздржани                         | 4174    | 32,7    |         |         |         |
| Регистрованих гласача            | 12752   |         |         |         |         |

## Бар
Избори у Бару одржани су 27. маја 2018. године, право гласа имало је 38.235 грађана. Демократска партија социјалиста освојила је 15 мандата, Социјалдемократе седам, листа „Радомир Цакан Новаковић – Бирам Бар” пет мандата, а коалиција Демократе—УРА четири. Коалиција СНП—ДФ освојила је два мандата, као и Социјалдемократска партија.

### Листе и носиоци
На изборима у Бару учествовале су двије коалиције, седам партија и двије грађанске листе. У коалицији су наступиле Демократска Црна Гора и УРА, носилац листе био је Драган Туфегџић; као и Социјалистичка народна партија и Демократски Фронт, носилац листе био је Дејан Ђуровић. Коалицији је накнадно приступила и група грађана под називом „Барска листа, и то чиста“. Демократска партија социјалиста наступила је самостално, носилац листе био је Душан Раичевић. Поред политичких партија, на изборима су учествовале и двије грађанске листе: „Радомир Цакан Новаковић – Бирам Бар”, као и група грађана „Реформа за Бар”.
Жријебање за за редосљед партија на гласачком листићу одржано је 4. маја.
| Редни број | Листа                                                                            | Носилац листе       |
| ---------- | -------------------------------------------------------------------------------- | ------------------- |
| 1.         | „ДФ – СНП, За град који волимо”                                                  | Дејан Ђуровић       |
| 2.         | „Марко Милачић - Права Црна Гора - за прави Бар“                                 | Бошко Чармак        |
| 3.         | „Група грађана Радомир Цакан Новаковић – Бирам Бар”                              | Радомир Новаковић   |
| 4.         | „За добро грађана Бара - Побједнички! ДПС - Мило Ђукановић”                      | Душан Раичевић      |
| 5.         | „Реформа за Бар”                                                                 | Александра Шофранац |
| 6.         | ‘ „Албанци за Бар / Shqiptaret per Tivarin“ \|\| Исмаил Дода                     |                     |
| 7.         | Бошњачка странка                                                                 | Муниб Личина        |
| 8.         | „Социјалдемократе - Мићо Орландић - Досљедно за нова радна мјеста и развој Бара” | Мићо Орландић       |
| 9.         | „Алекса Бечић - Дритан Абазовић Бар за 21. вијек - Демократе - УРА”              | Драган Туфегџић     |
| 10.        | „СДП Бар за промјене - др. Драгиња Вуксановић”                                   | Драган Војводић     |
| 11.        | „ДЕМОС - Чистим рукама за будућност Бара”                                        | Саво Вујошевић      |

### Резултати
|                                                     |         |         |         |         |         |
| Партије и коалиције                                 | Гласање | Гласање | Гласање | Мандати | Мандати |
| Партије и коалиције                                 | Гласови | %       | ±пп     | Укупно  | +/−     |
| Демократска партија социјалиста (ДПС)               | 7,218   | 34.6    | +2.0    | 15      | +1      |
| Социјалдемократе (СД)                               | 3,824   | 18.3    | Нова    | 7       | +7      |
| Група грађана „Бирам Бар” — Радомир Новаковић Цакан | 2,580   | 12.4    | Нова    | 5       | +5      |
| ДЦГ—УРА                                             | 2,401   | 11.5    | Нова    | 4       | +4      |
| Социјалдемократска партија (СДП)                    | 1,432   | 6.9     | -14.0   | 2       | -5      |
| ДФ—СНП                                              | 1,333   | 6.4     | -23.5   | 2       | -11     |
| Бошњачка странка (БС)                               | 814     | 3.9     | -2.5    | 1       | -1      |
| Права Црна Гора (ПЦГ)                               | 662     | 3.2     | Нова    | 1       | +1      |
| Демократски савез (ДЕМОС)                           | 246     | 1.2     | Нова    | -       | ±0      |
| Група грађана „Реформа за Бар”                      | 194     | 0.9     | Нова    | -       | ±0      |
| ДСА—ДС                                              | 163     | 0.8     | Нова    | -       | ±0      |
| друге странке (2014)                                |         |         | –10.3   | -       | –2      |
|                                                     |         |         |         |         |         |
| Укупно                                              | 20,867  |         |         | 37      | -1      |
|                                                     |         |         |         |         |         |
| Валидни гласови                                     | 20,867  | 98.6    |         |         |         |
| Неважећи гласови                                    | 295     | 1.4     |         |         |         |
| Укупан број гласова                                 | 21,162  | 55.3    |         |         |         |
| Уздржани                                            | 17,073  | 44.7    |         |         |         |
| Регистрованих гласача                               | 38,235  |         |         |         |         |
|                                                     |         |         |         |         |         |

## Рожаје
Избори у Рожајима одржавани се 27. маја 2018. године, право гласа имало је 22.037 грађана. Бошњачка странка освојила је 19 мандата, док је ДПС освојио 10. Социјалдемократе су освојиле четири, љ Социјалдемократска странка један.

### Листе и носиоци
На изборима у Рожајама учествовало је осам партија и једна коалиција. Демократски Фронт није ни у Рожајама наступио јединствено; Нова српска демократија наступила је у коалицији са Социјалистичком народном партијом, носилац листе је био Раде Ђуровић, док је Покрет за промјене наступио самостално, носилац листе била је Аида Курпејовић. Демократска партија социјалиста наступила је самостално, носилац листе је био Бећир Калач. Самостално су наступиле Демократска Црна Гора и УРА, који су у више других градова наступили у коалицији. Носилац листе Демократа био је Сенад Тахировић, док је носилац листе УРЕ био Хусеин Љајић. Самостално је наступила и Социјалдемократска партија, а носилац листе био је Фарук Аговић.
Жријебање за редосљед партија на гласачком листићу одржано је 4. маја.
| Редни број | Листа                                                                                      | Носилац листе   |
| ---------- | ------------------------------------------------------------------------------------------ | --------------- |
| 1.         | „СДП за промјене”                                                                          | Фарук Аговић    |
| 2.         | „СНП-НСД Сложно за Рожаје - братски и искрено напријед“                                    | Раде Ђуровић    |
| 3.         | „Промјене за боље Рожаје - Аида - Нина Курпејовић“                                         | Аида Курпејовић |
| 4.         | „Социјалдемократе - Иван брајовић - Досљедно за Рожаје”                                    | Фарук Калач     |
| 5.         | „Алекса Бечић - Демократе - Побједе, а не подјеле - Дођи кући, имамо план за модеран град“ | Сенад Тахировић |
| 6.         | „УРА - Хусеин Љајић - Рожаје наша кућа!”                                                   | Хусеин Љајић    |
| 7.         | „БС - Рафет Хусовић - Рожаје на првом мјесту“                                              | Рафет Хусовић   |
| 8.         | „За добро грађана Рожаја - Побједнички! ДПС - Мило Ђукановић“                              | Бећир Калач     |
| 9.         | „СПП - Хазбија Калач - Мијењај, друге нам нема!“                                           | Сеид Хаџић      |

### Резултати
|                                       |         |         |         |         |         |
| Партије и коалиције                   | Гласање | Гласање | Гласање | Мандати | Мандати |
| Партије и коалиције                   | Гласови | %       | ±пп     | Укупно  | +/−     |
| Бошњачка странка (БС)                 | 6825    | 50,9    | +3,5    | 19      | +2      |
| Демократска партија социјалиста (ДПС) | 3724    | 27,8    | -6,8    | 10      | -2      |
| Социјалдемократе (СД)                 | 1559    | 11,6    | Нова    | 4       | +4      |
| Социјалдемократска партија (СДП)      | 610     | 4,6     | -9,2    | 1       | -3      |
| Странка Правде и помирења (СПП)       | 378     | 2,8     | -0,7    | -       | -1      |
| Демократска Црна Гора (ДЦГ)           | 106     | 0,8     | Нова    | -       | ±0      |
| Уједињена реформска акција (УРА)      | 100     | 0,7     | Нова    | -       | ±0      |
| Нова—СНП                              | 70      | 0,5     | Нова    | -       | ±0      |
| Покрет за промјене                    | 30      | 0,2     | Нова    | -       | ±0      |
| друге странке (2014)                  |         |         | -0,7    | -       | ±0      |
|                                       |         |         |         |         |         |
| Укупно                                | 13402   |         |         | 34      | ±0      |
|                                       |         |         |         |         |         |
| Валидни гласови                       |         |         |         |         |         |
| Неважећи гласови                      |         |         |         |         |         |
| Укупан број гласова                   |         |         |         |         |         |
| Уздржани                              |         |         |         |         |         |
| Регистрованих гласача                 | 22,037  |         |         |         |         |

## Плав
Избори у Плаву одржавани су 27. маја 2018. године, право гласа имало је 9.145 грађана. Социјалдемократе су освојиле највише мандата — девет, Бошњачка странка освојила је седам, док је ДПС освојио шест мандата.

### Листе и носиоци
На изборима у Плаву учествовало је девет листа: шест партија, једна коалиција и једна грађанска листа. Градоначелник Плава у том тренутку — Орхан Шахмановић, искључен је из Бошњачке странке и на изборима у Плаву наступио је у грађанској листи „Бирам Плав“. Социјалистичка народна партија и Демократски Фронт наступили су у коалицији, носилац листе био је Милун Зоговић. Демократска партија социјалиста наступила је самостално, носилац листе био је Шефкет Јеврић. Самостално је наступила и Демократска Црна Гора, чији је носилац био Марко Вуковић, као и Социјалдемократска партија, чији је носилац листе био Медо Маркишић. На изборима је наступила и Албанска алтернатива, носилац листе био је Ибер Хоти.
Жријебање за редосљед партија на гласачком листићу одржано је 4. маја.
| Редни број | Листа                                                                          | Носилац листе    |
| ---------- | ------------------------------------------------------------------------------ | ---------------- |
| 1.         | „Социјалдемократе - Иван брајовић - Досљедно за Плав”                          | Омер Мехемдовћ   |
| 2.         | Албанска Алтернатива                                                           | Ибер Хоти        |
| 3.         | „Алекса Бечић - Демократе - Побједе, а не подјеле - Дођи кући, јер имамо план“ | Марко Вуковић    |
| 4.         | Бошњачка странка                                                               | Дамир Гутић      |
| 5.         | „Коалиција ДФ-СНП”                                                             | Милан Зоговић    |
| 6.         | „Странка правде и промјена - Плав, наш дом”                                    | Семир Реџић      |
| 7.         | „Група грађана Бирам Плав“                                                     | Орхан Шахмановић |
| 8.         | „СДП - Промјене на дјелу“                                                      | Медо Маркишић    |
| 9.         | „За добро грађана Плава - Побједнички! ДПС - Мило Ђукановић“                   | Шефкет Јеврић    |

### Резултати
|                                       |         |         |         |         |         |
| Партије и коалиције                   | Гласање | Гласање | Гласање | Мандати | Мандати |
| Партије и коалиције                   | Гласови | %       | ±пп     | Укупно  | +/−     |
| Социјалдемократе (СД)                 | 1485    | 29,6    | Нова    | 10      | +10     |
| Бошњачка странка (БС)                 | 1022    | 20,4    | -2,6    | 7       | -1      |
| Демократска партија социјалиста (ДПС) | 962     | 19,2    | -13,3   | 6       | -5      |
| Социјалдемократска партија (СДП)      | 528     | 10,5    | -10,7   | 3       | -4      |
| ДФ—СНП                                | 336     | 6,7     | -11,0   | 2       | -3      |
| Албанска алтернатива (АА)             | 247     | 4,9     | Нова    | 1       | +1      |
| Група грађана „Бирам Плав”            | 230     | 4,6     | Нова    | 1       | +1      |
| Демократска Црна Гора (ДЦГ)           | 175     | 3,5     | Нова    | 1       | +1      |
| Странка Правде и помирења (СПП)       | 27      | 0,5     | Нова    | -       | ±0      |
| друге странке (2014)                  |         |         | -3,6    | -       | -1      |
|                                       |         |         |         |         |         |
| Укупно                                | 5012    |         |         | 31      | -1      |
|                                       |         |         |         |         |         |
| Валидни гласови                       |         |         |         |         |         |
| Неважећи гласови                      |         |         |         |         |         |
| Укупан број гласова                   |         |         |         |         |         |
| Уздржани                              | 9,145   |         |         |         |         |
| Регистрованих гласача                 | 9,105   |         |         |         |         |

## Жабљак
Избори на Жабљаку одржани су 27. маја 2018. године, право гласа имао је 3.101 становник. ДПС је у коалицији са Социјалдемократама освојио 18 мандата, коалиција ССН и Демократски Фронт освојила је седам мандата, док су Демократе освојиле шест мандата.

### Листе и носиоци
На изборима у Жабљаку учествовале су три листе. Социјалистичка народна партија и Демократски Фронт наступили су у коалицији, носилац листе је био Чедомир Шљиванчанин. У коалицији су наступили Демократска партија социјалиста и Социјалдемократе, носилац листе био је Веселин Вукићевић. Демократска Црна Гора је наступила самостално, носилац листе био је Перо Поповић.
| Редни број | Листа                                                                        | Носилац листе       |
| ---------- | ---------------------------------------------------------------------------- | ------------------- |
| 1.         | „За добро грађана Жабљака - Побједнички! Коалиција ДПС, СД - Мило Ђукановић“ | Веселин Вукићевић   |
| 2.         | „Демократска Црна Гора - Алекса Бечић - дођи кући, јер имамо план“           | Перо Поповић        |
| 3.         | „Коалиција ДФ - СНП“                                                         | Чедомир Шљиванчанин |

### Резултати
|                             |         |         |         |         |         |
| Партије и коалиције         | Гласање | Гласање | Гласање | Мандати | Мандати |
| Партије и коалиције         | Гласови | %       | ±пп     | Укупно  | +/−     |
| ДПС—СД                      | 1303    | 55,8    | +6,8    | 18      | +1      |
| ДФ—СНП                      | 525     | 22,5    | -18,6   | 7       | -6      |
| Демократска Црна Гора (ДЦГ) | 506     | 21,7    | Нова    | 6       | +6      |
| друге странке (2014)        |         |         | -9,9    | -       | -1      |
|                             |         |         |         |         |         |
| Укупно                      | 2334    |         |         | 31      | ±0      |
|                             |         |         |         |         |         |
| Валидни гласови             | 2234    | 98,1    |         |         |         |
| Неважећи гласови            | 46      | 1,9     |         |         |         |
| Укупан број гласова         | 2380    | 76,7    |         |         |         |
| Уздржани                    | 721     | 23,3    |         |         |         |
| Регистрованих гласача       | 3101    |         |         |         |         |

## Колашин
Избори у Колашину одржани су 27. маја 2018. године, право гласа имало је 6.518 грађана. Демократска партија социјалиста освојила је 13 мандата, Демократска Црна Гора шест, коалиција СНП—ДФ освојила је пет мандата, док је група бирача „Шуле и Микан“ освојила три мандата. По два су освојиле Социјалдемократе и Социјалдемократска партија.

### Листе и носиоци
На изборима у Колашину учествовало је седам листи: пет партија, једна коалиција и један грађански покрет. Као и у већини других градова, Социјалистичка народна партија и Демократски Фронт наступили су у коалицији, носилац листе био је Александар Дожић. Самостално су наступили Демократска партија социјалиста чији је носилац био Милосав Булатовић, Социјалдемократе чији је носилац био Никола Меденица, Демократска Црна Гора чији је носилац био Владимир Мартиновић, Социјалдемократска партија чији је носилац била Жељка Вуксановић, која је била градоначелник у том тренутку, као и Уједињена Црна Гора чији је носилац био Новица Драгојевић. Поред политичких партија, на изборима је учествовала и група бирача „Шуле и Микан“, носилац листе био је Милан Ђукић.
| Редни број | Листа                                                                      | Носилац листе       |
| ---------- | -------------------------------------------------------------------------- | ------------------- |
| 1.         | Група бирача „Шуле и Микан с грађанима за Колашин“                         | Милан Ђукић         |
| 2.         | „За добро грађана Колашина. Побједнички! - Мило Ђукановић“                 | Милисав Булатовић   |
| 3.         | „Промјене на дјелу - СДП Колашин“                                          | Жељка Вуксановић    |
| 4.         | „Социјалдемократе - Иван Брајовић - Досљедно за Колашин”                   | Никола Меденица     |
| 5.         | „Алекса Бечић - Демократе - Побједе, а не подјеле - Дођи кући, имамо план“ | Владимир Мартиновић |
| 6.         | „Коалиција СНП - ДФ Колашин побјеђује“                                     | Александар Дожић    |
| 7.         | „Уједињена Црна Гора - Горан Даниловић - озбиљни људи за озбиљан град“     | Новица Драгојевић   |

### Резултати
|                                                     |         |         |         |         |         |
| Партије и коалиције                                 | Гласање | Гласање | Гласање | Мандати | Мандати |
| Партије и коалиције                                 | Гласови | %       | ±пп     | Укупно  | +/−     |
| Демократска партија социјалиста (ДПС)               | 1983    | 39,0    | +6,7    | 13      | +3      |
| Демократска Црна Гора (ДЦГ)                         | 916     | 18,0    | Нова    | 6       | +6      |
| ДФ—СНП                                              | 798     | 15,7    | -31,2   | 5       | -11     |
| Група грађана „Шуле и Микан с грађанима за Колашин” | 490     | 9,6     | Нова    | 3       | +3      |
| Социјалдемократе (СД)                               | 435     | 8,6     | Нова    | 2       | +2      |
| Социјалдемократска партија (СДП)                    | 343     | 6,7     | -2,1    | 2       | -1      |
| Уједињена Црна Гора (УЦГ)                           | 120     | 2,4     | Нова    | -       | ±0      |
| друге странке (2014)                                |         |         | –12,0   | -       | -3      |
|                                                     |         |         |         |         |         |
| Укупно                                              | 5085    |         |         | 31      | -1      |
|                                                     |         |         |         |         |         |
| Валидни гласови                                     | 5085    | 98,5    |         |         |         |
| Неважећи гласови                                    | 75      | 1,5     |         |         |         |
| Укупан број гласова                                 | 5160    | 79,2    |         |         |         |
| Уздржани                                            | 1358    | 20,8    |         |         |         |
| Регистрованих гласача                               | 6518    |         |         |         |         |
|                                                     |         |         |         |         |         |

## Шавник
Избори у Шавнику одржани су 27. маја 2018. године, право гласа имало је 1.723 грађана. Демократска партија социјалиста је у коалицији са Социјалдемократама освојила 19 мандата, док је коалиција СНП—ДФ освојила осам мандата, а Демократска Црна Гора освојила је три мандата.

### Листе и носиоци
На изборима у Шавнику учествовале су три листе. Као и у већини других градова, Социјалистичка народна партија и Демократски Фронт наступили су у коалицији, носилац листе био је Никола Бијелић. Демократска партија социјалиста наступила је у коалицији са Социјалдемократама, носилац листе био је Мијомир Вујачић. Демократска Црна Гора је наступила самостално, а носилац листе био је Радивоје Вуковић.
| Редни број | Листа                                                                          | Носилац листе    |
| ---------- | ------------------------------------------------------------------------------ | ---------------- |
| 1.         | „Алекса Бечић - Демократе - Побједе, а не подјеле - Дођи кући, јер имамо план“ | Радивоје Вуковић |
| 2.         | „За добро грађана Шавника. Побједнички! Коалиција ДПС, СД - Мило Ђукановић“    | Мијомир Вујачић  |
| 3.         | Коалиција Социјалистичка народна партија - Демократски фронт                   | Бикола Бијелић   |

### Резултати
|                             |         |         |         |         |         |
| Партије и коалиције         | Гласање | Гласање | Гласање | Мандати | Мандати |
| Партије и коалиције         | Гласови | %       | ±пп     | Укупно  | +/−     |
| ДПС—СД                      | 862     | 61,8    | +7,6    | 19      | +2      |
| ДФ—СНП                      | 381     | 27,3    | -18,5   | 8       | -5      |
| Демократска Црна Гора (ДЦГ) | 152     | 10,9    | Нова    | 3       | +3      |
| друге странке (2014)        |         |         | ±0      | -       | ±0      |
|                             |         |         |         |         |         |
| Укупно                      | 1395    |         |         | 30      | ±0      |
|                             |         |         |         |         |         |
| Валидни гласови             | 1395    | 98,8    |         |         |         |
| Неважећи гласови            | 17      | 1,2     |         |         |         |
| Укупан број гласова         | 1412    | 82,0    |         |         |         |
| Уздржани                    | 311     | 18,0    |         |         |         |
| Регистрованих гласача       | 1723    |         |         |         |         |

## Голубовци
Избори у Голубовцима, општини у оквиру главног града Подгорице, одржани су 27. маја 2018. године, право гласа имало је 11.948 грађана. Демократска партија социјалиста је освојила 16 мандата, Демократе осам, док је коалиција СНП—ДФ освојила седам мандата, а један мандат освојиле су Социјалдемократе.

### Листе и носиоци
На изборима у Голубовцима учествовало је шест листа: три странке и три коалиције. Као и у већини других градова, Социјалистичка народна партија и Демократски Фронт наступили су у коалицији, носилац листе био је Михаило Асановић. Демократска партија социјалиста наступила је самостално, носилац листе био је Душан Радоњић. У коалицији су наступили Социјалдемократска партија и ДЕМОС, носилац листе био је Небојша Матовић, док су такође у коалицији наступиле Демократска Црна Гора и УРА, носилац листе био је Лука Крстовић. Самостално су наступили ССоцијалдемократ, чији је носилац листе био Саша Поповић, као и Уједињена Црна Гора, чији је носилац листе био Петар Брајовић.
| Редни број | Листа                                                                  | Носилац листе    |
| ---------- | ---------------------------------------------------------------------- | ---------------- |
| 1.         | „За добро грађана Голубоваца. Побједнички! ДПС - Мило Ђукановић”       | Душан Радоњић    |
| 2.         | „Грађански савез за промјене (СДП - ДЕМОС - Слободни грађани)“         | Небојша Матовић  |
| 3.         | „Уједињена Црна Гора - Горан Даниловић“                                | Петар Брајовић   |
| 4.         | „ДФ - СНП Сви за самосталну Зету”                                      | Михаило Асановић |
| 5.         | „Алекса Бечић - Дритан Абазовић - Зета за 21. вијек - Демократе - УРА” | Лука Крстовић    |
| 6.         | „Социјалдемократе - Иван Брајовић - Досљедно за Зету“                  | Саша Поповић     |

### Резултати
|                                       |         |         |         |         |         |
| Партије и коалиције                   | Гласање | Гласање | Гласање | Мандати | Мандати |
| Партије и коалиције                   | Гласови | %       | ±пп     | Укупно  | +/−     |
| Демократска партија социјалиста (ДПС) | 4169    | 47,9    |         | 16      |         |
| ДЦГ—УРА                               | 2071    | 23,8    |         | 8       |         |
| ДФ—СНП                                | 1748    | 20,1    |         | 7       |         |
| Социјалдемократе (СД)                 | 455     | 5,2     |         | 1       |         |
| СДП—ДЕМОС                             | 165     | 1,8     |         | -       |         |
| Уједињена Црна Гора (УЦГ)             | 93      | 1,1     |         | -       |         |
| друге странке (2014)                  |         |         |         | -       |         |
|                                       |         |         |         |         |         |
| Укупно                                | 8701    |         |         | 32      |         |
|                                       |         |         |         |         |         |
| Валидни гласови                       | 8701    | 98,6    |         |         |         |
| Неважећи гласови                      | 122     | 1,4     |         |         |         |
| Укупан број гласова                   | 8823    | 73,8    |         |         |         |
| Уздржани                              | 3125    | 26,2    |         |         |         |
| Регистрованих гласача                 | 11948   |         |         |         |         |